# Joana Vilapuig
Joana Vilapuig Borrell (Sabadell, 23 de octubre de 1994) es una actriz española. Es conocida por haber interpretado a Cristina en Pulseras rojas, serie de televisión dirigida por Pau Freixas y escrita por Albert Espinosa.

## Carrera profesional
Tras dar sus primeros pasos en el mundo de la interpretación en montajes de teatro aficionado con la asociación cultural Joventut de La Farándula ―radicada en su ciudad natal, Sabadell, desde los años 40―, en el verano de 2009 hizo su primera incursión en el mundo del cine: una breve aparición como extra en el filme Herois (Héroes), dirigido por Pau Freixas y protagonizado, entre otros, por su hermana, Mireia Vilapuig.
En 2010, tras el estreno de Héroes, la directora de casting de la película, Consol Tura, y el director, Pau Freixas, volvieron a confiar en el elenco infantil del filme para componer el reparto de Polseres vermelles, una serie creada y escrita por Albert Espinosa para TV3. Joana Vilapuig conformó el reparto de la nueva serie, en uno de los seis papeles principales, junto con, entre otros, Àlex Monner y Marc Balaguer entre los protagonistas, y Ferran Rull y Mireia Vilapuig en roles secundarios. El rodaje de la 1.ª temporada comenzó en julio de 2010 en diversas localizaciones de la provincia de Barcelona, y finalizó en octubre.
Tras el notable éxito de audiencia y crítica de la 1.ª temporada, emitida por TV3 (Televisió de Catalunya) entre enero y mayo de 2011, la serie, ambientada en la planta de infantil de un hospital, ya ha renovado para una segunda, que constaría de 15 nuevos episodios.
Su trabajo más reciente ha sido en el cortometraje REM, dirigido por Javier Ferreiro y María Sosa Betancor, y rodado en abril de 2011 en diversas localizaciones de la comarca del Alto Urgel, en la provincia de Lérida, y en Sabadell (Barcelona). En esta pieza, la actriz comparte protagonismo con su hermana, Mireia Vilapuig, y con otra joven intérprete catalana, Marina Comas, ganadora de un premio Goya. El corto fue seleccionado para la XLIV Edición del Festival de Cine de Sitges, que tuvo lugar en octubre de 2011.

## Filmografía

### Televisión
- Pulseras rojas (TV3, 2011-2013) Personaje: Cristina
- Olor de colonia
- selftape (Filmin, 2023) Personaje: Joana

### Cine
- Palmeras en la nieve Dir. Fernando González Molina. (2015) Personaje: Catalina, hermana de Kilian (Mario Casas).

### Cortometrajes
- REM (2011) de Javier Ferreiro y María Sosa Betancor / Personaje: Anna
- La caída de apolo